# Soleatus bicalcea
Soleatus bicalcea är en insektsart som beskrevs av Delong 1941. Soleatus bicalcea ingår i släktet Soleatus och familjen dvärgstritar. Inga underarter finns listade i Catalogue of Life.